# 김태경 (영화 감독)
김태경(1974년 11월 20일 ~ )은 대한민국의 영화감독이다. 중앙대학교 연극영화과를 졸업했다.
《주노명 베이커리》 등 여러 작품에 조연출로 참여하고 단편 영화도 발표했으며, 2004년 공포영화 《령》의 시나리오를 쓰고 연출하여 장편 영화감독으로 데뷔했다. 두 번째로 발표한 작품도 베트남을 무대로 한 공포 영화 《므이》이다. 두 작품 모두 심령의 공포가 주조를 이루는 것이 특징이다.

## 학력
- 중앙대학교 연극영화과 학사

천안중앙고등학교졸업

## 연출 작품
- 2004년 《령》
- 2007년 《므이》
- 2012년 《미확인 동영상: 절대클릭금지》

## 참고 자료
- 씨네21 - 김태경
- Daum 영화 - 김태경 보관됨 2007-09-04 - 웨이백 머신
- 편집부 (2004년 1월 5일). “어디서든 떳떳하게 - 감독 김태경”. FILM2.0. 2004년 12월 25일에 원본 문서에서 보존된 문서. 2007년 12월 5일에 확인함.